# 戰國無雙系列
戰國無雙系列是由光榮公司旗下Omega Force團隊開發，同公司發行的動作遊戲系列，2004年於PS2上推出的《戰國無雙》為系列首作。是以同為光榮製作的《真·三國無雙系列》為系統基礎，改採日本戰國時代為背景建構的系列，本傳作品已發行至《戰國無雙5》。截至2021年，全系列遊戲的累計銷量已超過800萬套。

## 遊戲說明
| 2004 | 戰國無雙  |
| 2005 |           |
| 2006 | 戰國無雙2 |
| 2007 |           |
| 2008 |           |
| 2009 | 戰國無雙3 |
| 2010 |           |
| 2011 |           |
| 2012 |           |
| 2013 |           |
| 2014 | 戰國無雙4 |
| 2015 |           |
| 2016 |           |
| 2017 |           |
| 2018 |           |
| 2019 |           |
| 2020 |           |
| 2021 | 戰國無雙5 |

- 沿用《真·三國無雙》系列的遊戲系統，並以日本戰國時代做為背景舞台的動作遊戲，在限定的時間內完成指定的任務進行關卡劇情。
- 以相繼發生的事件做為遊戲進行的背景。
- 1代分為野戰及攻城戰，2代開始合併在一起，但城內少了許多機關。
- 與真·三國無雙系列同樣，歷史事件有部份是誇大或者虛構。例：墨俣城花了一天築起，實際上是用了三天的時間。
- PSP版本真·三國無雙放進了戰國無雙猛將傳的人物，同樣地，在激·戰國無雙，滿足特定條件、真·三國無雙系列的人物也有登場。
- 無雙演武模式是採用了真·三國無雙2和4代，即是每一個武將都是進行不同的故事模式。
- 前田慶次和稻姬的模組在2004年發行的決戰III使用，是遊戲內的隱藏角色之一。
- 1代有出現東漢末期武將呂布。
- 右下角的K.O count會顯示改為「討」代表武將擊殺的人數。
- 激·戰國無雙是戰國無雙系列中可以進行連線的遊戲。
- 2代的人物及2代未登場的1代人物與真·三國無雙4的人物混合成為《無雙OROCHI》的題材。
- KATANA以扮演足輕為主，無雙武將以NPC登場。
- 3代的遊戲關卡增加擊破效果，類似支線任務的設計，可以獲得各種不同的好處。
- 3代與任天堂合作，改編1986年的遊戲謎之村雨城，3代中稱為村雨城模式，該遊戲主角鷹丸可以在遊戲中使用。
- 3代的戰國史模式可使用自創的新武將遊玩，但需購買Wii點數使用Wii上網消費下載。
- 3代的人物及3代未登場的1-2代人物與真·三國無雙6的人物混合成為《無雙OROCHI 2》的題材。
- 4代的真田幸村、石田三成、井伊直虎與真·三國無雙7的趙雲、呂布、王元姬混合成為《無雙☆群星大會串》的題材。
- 4代的人物與真·三國無雙7的人物混合成為《無雙OROCHI 3》的題材。
- 5代因故事年代限制，登場人物有大量增減，主角真田幸村則改為織田信長和明智光秀，以上述兩人為主線。

## 角色列表
詳見「戰國無雙角色列表」。

## 系列作品
以下記述SW版為其歐美版名稱Samurai Warriors的縮寫
| 代 | 作品名稱（日文版 / 歐美版）                          | 平台                      | 發售日期                                                                  | 备注                                                                            |
| -- | ---------------------------------------------------- | ------------------------- | ------------------------------------------------------------------------- | ------------------------------------------------------------------------------- |
| 1  | 戰國無雙 / Samurai Warriors                          | PS2 XBOX                  | 2004年2月11日（PS2） 2004年7月29日（XBOX）                                |                                                                                 |
| 1  | 戰國無雙 猛將傳 / Samurai Warriors Xtreme Legends    | PS2                       | 2004年9月16日                                                             |                                                                                 |
| 1  | 激·戰國無雙 / Samurai Warriors State of War          | PSP                       | 2005年12月8日                                                             |                                                                                 |
| 2  | 戰國無雙2 / Samurai Warriors 2                       | PS2 XBOX360 PC            | 2006年2月24日（PS2） 2006年8月17日（XBOX360） 2008年7月11日（PC）         | PC版無SW版                                                                      |
| 2  | 戰國無雙2 Empires / Samurai Warrors 2 Empires        | PS2 XBOX360               | 2006年11月16日（PS2） 2007年2月27日（XBOX360）                            | XBOX360版無日文版                                                               |
| 2  | 戰國無雙2 猛將傳 / Samurai Warriors 2 Xtreme Legends | PS2 XBOX360               | 2007年8月23日（PS2） 2008年4月14日（XBOX360）                             | XBOX360版為付費DLC，且無SW版                                                    |
| 2  | 戰國無雙2 with 猛將傳 / -                            | XBOX360                   | 2008年3月19日                                                             |                                                                                 |
| 2  | 戰國無雙 KATANA / Samurai Warriors KATANA            | Wii                       | 2007年9月20日                                                             | 第一人稱視角的體感遊戲                                                          |
| 2  | 戰國無雙2 with 猛將傳 & Empires HD Version / -       | PS3 PSV                   | 2013年10月24日                                                            | PSV版只有下載版                                                                 |
| 3  | 戰國無雙3 / Samurai Warriors 3                       | Wii                       | 2009年12月3日                                                             |                                                                                 |
| 3  | 戰國無雙3 猛將傳 / -                                 | Wii                       | 2011年2月10日                                                             |                                                                                 |
| 3  | 戰國無雙3 Z / -                                      | PS3                       | 2011年2月10日                                                             | 内容：本篇+猛將傳-村雨城                                                        |
| 3  | 戰國無雙 Chronicle / Samurai Warriors Chronicle      | 3DS                       | 2011年2月26日                                                             |                                                                                 |
| 3  | 戰國無雙3 Empires / -                                | PS3                       | 2011年8月26日                                                             |                                                                                 |
| 3  | 戰國無雙3 Z Special / -                              | PSP                       | 2012年2月16日                                                             |                                                                                 |
| 3  | 戰國無雙 Chronicle 2nd / -                           | 3DS                       | 2012年9月13日                                                             |                                                                                 |
| 4  | 戰國無雙4 / Samurai Warriors 4                       | PS3 PSV PS4               | 2014年3月20日（PS3/PSV） 2014年9月4日（PS4）                              |                                                                                 |
| 4  | 戰國無雙4 DX / -                                     | PS4 switch Steam          | 2019年3月14日（PS4、switch） 2024年5月14日（Steam）                       | 收录全部ps商店上架贩卖的DLC                                                     |
| 4  | 戰國無雙 Shoot / -                                   | IOS Android               | 2014年4月22日                                                             |                                                                                 |
| 4  | 戰國無雙 Chronicle 3 / Samurai Warriors Chronicle 3  | 3DS PSV                   | 2014年12月4日                                                             |                                                                                 |
| 4  | 戰國無雙 4-II / Samurai Warriors 4-II                | PS4 PS3 PSV Steam         | 2015年2月11日（PS4/PS3/PSV） 2015年9月30日（Steam）                       | Steam版只有SW版 SW版無PS3版                                                     |
| 4  | 戰國無雙 4 Empires / Samurai Warriors 4 Empires      | PS4 PS3 PSV               | 2015年9月17日                                                             | SW版無PS3版                                                                     |
| 4  | 戰國無雙 真田丸 / Samurai Warriors: Spirit of Sanada | PS4 PS3 PSV Steam Switch  | 2016年11月23日（PS4/PS3/PSV） 2017年5月26日（PC） 2017年11月9日（switch） | Steam版无日文版 PS3版只有日文版 Switch版收录除大河剧相关外的全部DLC             |
| 5  | 戰國無雙5 / Samurai Warriors 5                       | PS4 Xbox One Switch Steam | 2021年6月24日（PS4/NS） 2021年7月27日（XOne/Steam）                       | 亞洲：2021年6月24日 北美：2021年7月27日 歐洲：2021年7月27日 全球：2021年7月27日 |

## 戰國無雙2
本作有別於1代為了顯示群雄割據於色彩表現上使用混沌的黑色，2代則以安土桃山時代轉移至江戶時代初期為印象，於色彩表現上使用豪華閃亮的金色。以關原之戰為劇情主軸，德川家康與石田三成在這代中扮演相當重要的角色。
| 人物名稱     | 聲優       | 備註                                   |
| 德川家康     | 中田讓治   | 1代為不可使用角色，2代改為可使用角色   |
| 石田三成     | 竹本英史   | 2代新增角色                            |
| 淺井長政     | 神谷浩史   | 1代為不可使用角色，2代改為可使用角色   |
| 島左近       | 山田真一   | 2代新增角色                            |
| 島津義弘     | 江川央生   | 2代新增角色                            |
| 立花誾千代   | 進藤尚美   | 2代新增角色                            |
| 直江兼續     | 高塚正也   | 2代新增角色                            |
| 寧寧         | 山崎和佳奈 | 2代新增角色                            |
| 風魔小太郎   | 檜山修之   | 2代新增角色                            |
| 宮本武藏     | 金子英彥   | 2代新增角色                            |
| 前田利家     | 小西克幸   | 2代猛將傳新增角色                      |
| 長宗我部元親 | 置鮎龍太郎 | 2代猛將傳新增角色                      |
| 加西亞       | 鹿野潤     | 2代猛將傳新增角色                      |
| 佐佐木小次郎 | 上田祐司   | 2代為不可使用角色，2代猛將傳改為可使用 |
| 柴田勝家     | 竹本英史   | 2代為不可使用角色，2代猛將傳改為可使用 |
| 今川義元     | 河內孝博   | 2代本傳未登場，2代猛將傳重新上陣       |

## 戰國無雙3
本作以三大故事為主軸，分別是以武田信玄等人為主的《關東三國志》，織田信長等人為主的《戰國三傑》，石田三成等人為主的《關原的年輕武者》，豐富遊戲內的劇情。
| 人物名稱   | 聲優       | 備註                                                         |
| 加藤清正   | 杉田智和   | 3代新增角色                                                  |
| 黑田官兵衛 | 高塚正也   | 3代新增角色                                                  |
| 立花宗茂   | 東地宏樹   | 3代新增角色                                                  |
| 甲斐姬     | 鈴木真仁   | 3代新增角色                                                  |
| 北条氏康   | 石塚運昇   | 3代新增角色                                                  |
| 竹中半兵衛 | 庄司宇芽香 | 3代新增角色                                                  |
| 毛利元就   | 石川英郎   | 3代新增角色                                                  |
| 綾御前     | 庄司宇芽香 | 3代為完成特定條件可使用外觀模組，3代猛將傳改為玩家可操作武將 |
| 福島正則   | 藤本隆弘   | 3代為完成特定條件可使用外觀模組，3代猛將傳改為玩家可操作武將 |
| 女忍者     | 永島由子   | 2代未登場，3代重新上陣                                       |
| 加西亞     | 鹿野潤     | 3代未登場，3代猛將傳重新登場                                 |
| 藤堂高虎   | 松風雅也   | 編年史2nd新增人物                                            |
| 井伊直虎   | 齊藤佑圭   | 編年史2nd新增人物                                            |
| 柳生宗矩   | 宮崎寬務   | 編年史2nd新增人物                                            |

## 戰國無雙4
在主要模式的「無雙演武」部分，將分為描寫織田、武田、中國、關東、九州、東北、四國、德川、上杉、近畿等地方活躍武將的「地方篇」，以及描寫豐臣、真田等戰國時代終結的「天下統一篇」兩大主軸。
| 人物名稱     | 聲優       | 備註           |
| 真田信之     | 小野大輔   | 4代新增角色    |
| 大谷吉繼     | 日野聰     | 4代新增角色    |
| 松永久秀     | 石井康嗣   | 4代新增角色    |
| 片倉小十郎   | 竹內良太   | 4代新增角色    |
| 島津豐久     | 宮坂俊藏   | 4代新增角色    |
| 小早川隆景   | 岡本寬志   | 4代新增角色    |
| 小少將       | 白石涼子   | 4代新增角色    |
| 上杉景勝     | 竹內良太   | 4代新增角色    |
| 早川殿       | 佐藤聰美   | 4代新增角色    |
| 石川五右衛門 | 江川央生   | 4代復出角色    |
| 宮本武藏     | 金子英彥   | 4代復出角色    |
| 佐佐木小次郎 | 上田祐司   | 4代復出角色    |
| 井伊直政     | 小西克幸   | 4代-II新增角色 |
| 真田昌幸     | 三宅健太   | 真田丸新增角色 |
| 茶茶         | 高野麻里佳 | 真田丸新增角色 |
| 佐助         | 阿座上洋平 | 真田丸新增角色 |
| 武田勝賴     | 岡本寬志   | 真田丸新增角色 |
| 德川秀忠     | 半田裕典   | 真田丸新增角色 |

## 戰國無雙5
| 人物名稱   | 聲優       | 備註        |
| 齋藤利三   | 坂田将吾   | 5代新增角色 |
| 巳月       | 高野麻里佳 | 5代新增角色 |
| 瀨名       | 照井春佳   | 5代新增角色 |
| 山中鹿介   | 阿座上洋平 | 5代新增角色 |
| 中村一氏   | 新井良平   | 5代新增角色 |
| 百地三太夫 | 津田健次郎 | 5代新增角色 |
| 彌助       | Paddy Ryan | 5代新增角色 |
| 織田信行   | 田邊幸輔   | 5代新增角色 |
| 岡部元信   | 淺野良介   | 5代新增角色 |
| 吉川元春   | 蟹江俊介   | 5代新增角色 |
| 毛利輝元   | 小野將夢   | 5代新增角色 |
| 齋藤道三   | 今川柊稀   | 5代新增角色 |
| 齋藤義龍   | 宮園拓夢   | 5代新增角色 |
| 朝倉義景   | 坂井易直   | 5代新增角色 |
| 足利義昭   | 三野雄大   | 5代新增角色 |
| 三淵藤英   | 富岡佑介   | 5代新增角色 |

## 關連作品
- 真三國無雙系列，此系列以其為藍本。
- 無雙OROCHI系列，以真三國無雙系列與本系列為主的混合作品。

## 外傳作品

### 柏青哥戰國無雙系列
本系列遊戲由山佐承製，以街機為主，後來有移植到PS3。本系列作品的背景及人物造型均還是以一代為主。本傳的PS3版本於2007年9月發售。
以下是本系列作中的主要角色：
- 真田幸村
- 前田慶次
- 服部半藏

再於猛將傳中增加一名主要角色：
- 本多忠勝

### 精靈寶可夢+信長之野望
本遊戲由任天堂與光榮特庫摩共同開發，登場於NDS。雖然名為信長之野望，但人物造型是使用戰國無雙3的，且完成發表會中光榮方的出席者之一也是由戰國無雙系列的主製作者之一鯉沼久史先生出席。作品中只寫武將的名，而且是片假名。地點在「亂世地方」，總共有17個國家，對應寶可夢遊戲內的17種屬性，於2012年3月17日發售。
以下是武將&配對寶可夢之名單：
| 人物名稱     | 夥伴寶可夢                                | 夥伴寶可夢屬性    | 所屬國度 | 所屬國度屬性 |
| 原創男女主角 | 伊布（イーブイ）                          | 普通系            | 初始之國 | 普通系       |
| 信長         | 捷克羅姆（ゼクロム）                      | 龍系、雷系        | 龍之國   | 龍系         |
| 光秀         | 急凍鳥（フリーザー）                      | 冰系、飛行系      | 吹雪之國 | 冰系         |
| 阿市         | 胖丁（プリン）                            | 普通系            | 初始之國 | 普通系       |
| 謙信         | 超夢（ミュウツー）                        | 超能力系          | 幻夢之國 | 超能力系     |
| 信玄         | 固拉多（グラードン）                      | 地面系            | 大地之國 | 地面系       |
| 秀吉         | 猛火猴（モウカザル）→烈焰猴（ゴウカザル） | 火系→火系、格鬥系 | 火炎之國 | 火系         |
| 元就         | 藤藤蛇（ツタージャ）→青藤蛇（ジャノビー） | 草系              | 青葉之國 | 草系         |
| 元親         | 水水獺（ミジュマル）→雙刃丸（フタチマル） | 水系              | 泉水之國 | 水系         |
| 加西亞       | 食夢夢（ムンナ）                          | 超能力系          |          |              |
| 三成         | 駒刀小兵（コマタナ）                      | 惡系、鋼系        |          |              |
| 正則         | 混混鱷（ワルビル）                        | 地面系、惡系      |          |              |
| 清正         | 斧牙龍（オノンド）                        | 龍系              |          |              |
| 慶次         | 護城龍（トリデプス）                      | 岩系、鋼系        |          |              |
| 綾御前       | 噴嚏熊（クマシュン）                      | 冰系              | 幻夢之國 | 超能力系     |
| 兼續         | 沙奈朵（サーナイト）                      | 超能力系          | 幻夢之國 | 超能力系     |
| 幸村         | 暖暖豬（ポカブ）                          | 火系              | 大地之國 | 地面系       |
| 義元         | 榛果球（クヌギダマ）                      | 蟲系              | 蛹之國   | 蟲系         |
| 義弘         | 鐵骨土人（ドテッコツ）                    | 格鬥系            | 拳之國   | 格鬥系       |
| 誾千代       | 勒克貓（ルクシオ）                        | 雷系              | 紫電之國 | 雷系         |
| 宗茂         | 姆克鳥（ムクバード）                      | 普通系、飛行系    | 紫電之國 | 雷系         |
| 女忍者       | 滑頭小子（ズルッグ）                      | 惡系、格鬥系      | 大地之國 | 地面系       |
| 政宗         | 勇士鷹（ウォーグル）                      | 普通系、飛行系    | 翼之國   | 飛行系       |
| 小太郎       | 索羅亞克（ゾロアーク）                    | 惡系              | 夜叉之國 | 惡系         |
| 寧寧         | 大嘴蝠（ゴルバット）                      | 毒系、飛行系      | 毒牙之國 | 毒系         |
| 家康         | 波士可多拉（ボスゴドラ）                  | 鋼系、岩系        | 不屈之國 | 鋼系         |
| 蘭丸         | 哈克龍（ハクリュー）                      | 龍系              |          |              |
| 濃姬         | 夢妖魔（ムウマージ）                      | 幽靈系            | 御靈之國 | 幽靈系       |
| 忠勝         | 巨金怪（メタグロス）                      | 鋼系、超能力系    | 不屈之國 | 鋼系         |
| 半兵衛       | 皮卡丘（ピカチュウ）                      | 雷系              |          |              |
| 官兵衛       | 燈火幽靈（ランプラー）                    | 幽靈系            |          |              |
| 半藏         | 花岩怪（ミカルゲ）                        | 幽靈系、惡系      |          |              |
| 阿國         | 車輪毬（ホイーガ）                        | 蟲系、毒系        |          |              |
| 氏康         | 地幔岩（ガントル）                        | 岩系              | 奇岩之國 | 岩系         |
| 孫市         | 尖牙籠（マスキッパ）                      | 草系              | 翼之國   | 飛行系       |
| 稻姬         | 沼王（ヌオー）                            | 水系、地面系      | 不屈之國 | 鋼系         |
| 甲斐姬       | 爆香猴（バオップ）                        | 火系              | 奇岩之國 | 岩系         |

## 外部連結
主系列
- 戰國無雙系列日文綜合官方網站 （页面存档备份，存于）

外傳作品
- 柏青哥戰國無雙日文官方網站
- 柏青哥戰國無雙猛將傳日文情報網站 （页面存档备份，存于）
- Pokémon+信長之野望日文官方網站 （页面存档备份，存于）